# Nic Petan
Nicolas „Nic“ Petan (* 22. März 1995 in Delta, British Columbia) ist ein italo-kanadischer Eishockeyspieler, der seit Juli 2025 beim HC Ambrì-Piotta aus der Schweizer National League unter Vertrag steht und dort auf der Position des Centers spielt. Zuvor absolvierte Petan unter anderem 170 Spiele für die Winnipeg Jets, Toronto Maple Leafs, Vancouver Canucks und Minnesota Wild in der National Hockey League (NHL). Sein Bruder Alex und sein Cousin Dante Hannoun sind ebenfalls professionelle Eishockeyspieler.

## Karriere
Petan begann seine Karriere bei der Nachwuchsmannschaft North Shore WC Bantam in einer regionalen kanadischen Nachwuchsliga. 2010 wurde er beim WHL Bantam Draft von den Portland Winterhawks in der ersten Runde an insgesamt 16. Position ausgewählt. Die folgende Saison begann er jedoch bei den Greater Vancouver Canadians in der British Columbia Major Midget League, in deren First-All-Star-Team er gewählt wurde, und wurde nur dreimal von seinem Draftverein in der Western Hockey League eingesetzt. Seit 2011 gehörte er fest zum Kader der Winterhawks, mit denen er 2013 den Ed Chynoweth Cup, die Meistertrophäe der WHL, durch eine 4:2-Endspielserie gegen die Edmonton Oil Kings gewinnen konnte. In derselben Spielzeit erreichte er mit den Winterhawks auch das Endspiel des Memorial Cups, dass jedoch gegen die Halifax Mooseheads mit 4:6 verloren ging. Auch 2012 und 2014 spielte er mit den Winterhawks jeweils in der WHL-Playoff-Endspielserie, verlor diese jedoch jeweils gegen die Edmonton Oil Kings. Er selbst gewann 2013 die Bob Clarke Trophy als bester Scorer der WHL – gemeinsam mit seinem Mannschaftskameraden Brendan Leipsic – und den WHL Plus-Minus Award und war zweitbester Scorer der Playoffs hinter Ty Rattie. 2015 war er Topscorer der Playoffs der WHL und gab hinter Trevor Cox die zweitmeisten Vorlagen der WHL-Hauptrunde. 2014 war er zweitbester Scorer der WHL hinter Mitch Holmberg von den Spokane Chiefs. 2013 und 2014 wurde er in das First-All-Star-Team und 2015 in das Second-All-Star-Team der Western-Conference der WHL gewählt.
Beim NHL Entry Draft 2013 wurde er von den Winnipeg Jets in der zweiten Runde als insgesamt 43. Spieler ausgewählt und im Dezember gleichen Jahres unter Vertrag genommen. Ab 2015 spielte er für das NHL-Team, wurde jedoch auch bei dessen Farmteam, den Manitoba Moose, eingesetzt. Erst zur Saison 2018/19 gelang es dem Mittelstürmer, sich dauerhaft im Jets-Kader zu etablieren. Im Februar 2019 wurde er im Tausch für den Schweden Pär Lindholm an die Toronto Maple Leafs abgegeben. Dort lief er etwas mehr als zwei Jahre in regelmäßigem Wechsel zwischen NHL und AHL auf, ehe er im Juli 2021 als Free Agent zu den Vancouver Canucks wechselte. In gleicher Weise gelangte er im Juli 2022 zu den Minnesota Wild, wo er überwiegend bei deren Farmteam, den Iowa Wild, in der American Hockey League eingesetzt wird. 2024 wurde er für das AHL All-Star Classic nominiert. Im März 2024 gaben ihn die Wild dann im Tausch für Turner Elson an die New York Rangers ab. Im restlichen Saisonverlauf spielte er jedoch ausschließlich für deren AHL-Farmteam Hartford Wolf Pack.
Zur Spielzeit 2024/25 suchte der Kanadier mit dem Wechsel zu Ak Bars Kasan aus der Kontinentalen Hockey-Liga (KHL) eine neue Herausforderung. Er blieb dort eine Saison, bevor er im Sommer 2025 zum HC Ambrì-Piotta aus der Schweizer National League wechselte.

### International
Petan spielte für die kanadische U20 bei den Weltmeisterschaften 2014 und 2015. Nachdem im ersten Jahr lediglich der vierte Platz erreicht wurde, konnte er mit seinem Team 2015 den Weltmeistertitel erringen, wozu er selbst als gemeinsamer Topscorer mit seinen Mannschaftskameraden Sam Reinhart und Connor McDavid maßgeblich beitrug.

## Erfolge und Auszeichnungen
| - 2011 British Columbia Major Midget League First All-Star-Team - 2013 WHL Plus-Minus Award - 2013 Bob Clarke Trophy (gemeinsam mit Brendan Leipsic) - 2013 CHL Top Scorer Award (gemeinsam mit Brendan Leipsic) - 2013 Ed-Chynoweth-Cup-Gewinn mit den Portland Winterhawks | - 2013 WHL West First-All-Star-Team - 2014 WHL West First-All-Star-Team - 2015 Topscorer der WHL-Playoffs - 2015 WHL West Second-All-Star-Team - 2024 Teilnahme am AHL All-Star Classic |

### International
- 2011 Goldmedaille bei den Canada Games mit dem Team British Columbia
- 2012 Goldmedaille beim  Ivan Hlinka Memorial Tournament
- 2015 Goldmedaille bei der U20-Junioren-Weltmeisterschaft
- 2015 Topscorer der U20-Junioren-Weltmeisterschaft

## Karrierestatistik
Stand: Ende der Saison 2024/25

### International
Vertrat Kanada bei:
| - Canada Games 2011 - World U-17 Hockey Challenge 2012 - Ivan Hlinka Memorial Tournament 2012 | - U20-Junioren-Weltmeisterschaft 2014 - U20-Junioren-Weltmeisterschaft 2015 |

(Legende zur Spielerstatistik: Sp oder GP = absolvierte Spiele; T oder G = erzielte Tore; V oder A = erzielte Assists; Pkt oder Pts = erzielte Scorerpunkte; SM oder PIM = erhaltene Strafminuten; +/− = Plus/Minus-Bilanz; PP = erzielte Überzahltore; SH = erzielte Unterzahltore; GW = erzielte Siegtore; 1 Play-downs/Relegation; Kursiv: Statistik nicht vollständig)